# Стана-Ионеску, Иляна
Иляна Стана-Ионеску (рум. Ileana Stana-Ionescu; 14 сентября 1936, Брад (ныне жудеца Хунедоара Румыния) — 30 июня 2024) — румынская актриса театра, кино и телевидения. Общественно-политический деятель.

## Биография
Итальянка по происхождению. Дебютировала на сцене Государственного театра в Решице в 1955 году. В 1959 году перешла в молодежный театр в Пятра Нямц.
С 1965 года играла в Национальном театре Бухареста и на телевидении. С 2002 года — почётный член коллектива Национального театра в Бухаресте. Сыграла в более, чем 35 кино и телефильмах.
С 2000 по 2004 год избиралась депутатом Палаты депутатов Румынии. Представляла интересы итальянского меньшинства в Румынии.
Награждена кавалерским орденом «За верную службу» в 2002 году.
В 2018 году удостоена звания почётного гражданина Бухареста.
Умерла 30 июня 2024 года в возрасте 87 лет.

## Избранная фильмография
- 1966 — Фильм об обольстительной девушке
- 1971 — Путь в полутьме
- 1974 — Pacala
- 1976 — Zidul
- 1976 — Gloria nu cînta
- 1976 — Serenada pentru etajul XII
- 1976 — Лекарь поневоле (Телефильм)
- 1977 — Я, ты и... Овидий / Eu, tu si Ovidiu
- 1978 — Al patrulea stol
- 1981 — Alo, aterizeaza strabunica!
- 1981 — Dumbrava minunata
- 1981 — Grabeste-te încet
- 1982 — Шантаж
- 1990 — Беспорядок / Harababura